# 航空路レーダー情報処理システム
航空路レーダー情報処理システム（こうくうろレーダーじょうほうしょりシステム、RDP：Radar Data Processing system）は、日本での航空路管制における管制支援システムのひとつである。全国の航空交通管制部に配置されていた。

## 概要
全国に散らばる19箇所の航空路監視レーダーサイトに設置されている航空路監視レーダー (ARSR) や洋上航空路監視レーダー (ORSR) からのレーダー情報を収集し、他の航空関連システム（飛行計画情報処理システムなど）からの情報などと統合・解析を行い、管制官が業務を行う管制卓に設置された表示装置に情報を表示する。

## 開発の経緯
1971年（昭和46年）7月30日、岩手県雫石の上空28,000フィートにおいて、千歳発羽田行きの全日空機（ボーイング727）と、航空自衛隊の戦闘機（F-86）が空中衝突し、全日空機の乗員・乗客162名が死亡するという航空機事故が発生した（全日空機雫石衝突事故）。
事故を調査した全日空機接触事故調査委員会は、「特別管制空域およびレーダー管制空域の拡大、管制情報システムの導入等により、航空路、ジェット・ルートに対するポジティブ・コントロールの徹底」を勧告し、運輸省が調査を依頼したFAAの「フレナー報告書」においても、「レーダーや航法援助施設などの管制システムの近代的機器の設置、更新が遅れている」と指摘されたことなどから、日本の航空路管制の近代化が図られることとなった
そのひとつに、それまでの航空路管制、地上の管制機関と上空のパイロットの間における「対空通信」により航空機の状態を把握するという、いわゆる『聞く管制』から、地上においてほぼリアルタイムに航空機の状況を把握できる『見る管制』への移行が重視され、日本の上空を飛行するすべての航空機に対しレーダーによる航空管制を実施することが計画された。
その結果、全国に散らばるレーダーサイトからの情報を、効果的に収集し管制官へ提示するシステムとして、RDPシステムの整備が進められることになった。

## 複合分散処理技術
システムの性格上、安定動作と障害時の影響の局所化のため、非常に高度な複合・分散化されたシステムとなっている。

### ネットワーク分散
RDPシステムは、全国4カ所の航空交通管制部に設置されていたが、互いに独立したシステムとなっているため、全官署のシステムが同時にダウンする可能性は非常に低く、実際発生したことはない。

### サブシステム分散
RDPシステムは、複数のサブシステムから構成されているが、各サブシステムが冗長構成となっており、片系運転による運用の継続が可能となっている。また両系がダウンしたとしても、そのサブシステムの機能を停止した縮退運転により運用の継続が維持できる設計となっている。

### バックアップシステム
デジタル走査変換装置 (DSC; Digital Scan Converter) は、バックアップ用のサブシステムではあるが、プラットフォームやハードウェアのレベルで別設計となっており、別システムといっても過言ではない。また、DSCは、メインシステムのメンテナンス時などに普段から使用されたシステムであるため、利用する管制官にとっても使い慣れている。

## マルチレーダー処理技術
複数のレーダーからの情報を、単一のレーダー情報として処理する技術。
航空路監視レーダーは、全国に複数設置されており、レーダー装置の障害に備えてレーダー覆域が重複するよう設置されている。このため、同一航空機に対するレーダー情報は、複数のレーダーサイトから別個の情報として異なったタイミングで送信されてくる。RDPシステムは、これらの情報を解析し、同一航空機であることを認識し表示することが可能となっている。

## 移動体追尾処理技術
断続的な、移動体のレーダー情報から、追尾を行う技術。
航空路監視レーダーは、全方位の監視に10秒間かかる。このため、同一航空機のレーダー情報は、約10秒間隔で取得される。当然この間に航空機は移動しており、特にレーダーサイトから離れている航空機は、この移動間隔も広いものとなる。
RDPシステムは、航空機の移動範囲を予測することで、この前後の動きから航空機の断続的なレーダー情報を追尾することが可能である。

## 異常接近警報処理機能
航空機が異常に接近する前に、レーダー画面上に警告を表示する機能である。
単純な距離だけでなく、速度・針路に加え、FDPシステムより取得した飛行計画情報からの予定針路を加味した接近予測を行う。

## 関連システム
1. 飛行計画情報処理システム (FDP)
計器飛行を行う航空機の情報（飛行計画情報）を、FDPシステムから受信する。これを元に、レーダー画面上に航空機識別情報（コールサインや承認高度など）を表示する。
逆に、通過点に関する情報や、管制移管情報などをFDPシステムへ送信する。
2. ターミナルレーダー情報処理システム (ARTS ; Automated Radar Terminal System[3])
進入管制空域のレーダーシステムであるARTSとの間で、管制移管情報の送受信を行う。
3. 航空路管制卓システム (IECS)
現在整備中のRDPは表示系をIECSに依存する。